# Ange Dellasantina
Ange Dellasantina (Ajaccio, 4 de noviembre de 1933 - ibídem, 26 de julio de 2014) fue un futbolista francés que jugaba en la demarcación de defensa.

## Biografía
Debutó como futbolista en 1954 con el AC Arles-Avignon tras hacer el servicio militar en Aviñón. Un año después fichó por el SC Bastia, y finalmente, en 1956 tras irse a Ajaccio, fichó por el GFCO Ajaccio, con quien permaneció hasta 1968, año de su retiro. Durante su estancia en el club llegó a ganar el CFA en cuatro ocasiones.
Falleció el 26 de julio de 2014 en Ajaccio a los 80 años de edad.

## Clubes
| Club             | País    | Año         |
| ---------------- | ------- | ----------- |
| AC Arles-Avignon | Francia | 1954 - 1955 |
| SC Bastia        | Francia | 1955 - 1956 |
| GFCO Ajaccio     | Francia | 1956 - 1968 |

## Palmarés

### Campeonatos nacionales
| Título | Club         | País    | Año  |
| ------ | ------------ | ------- | ---- |
| CFA    | GFCO Ajaccio | Francia | 1963 |
| CFA    | GFCO Ajaccio | Francia | 1965 |
| CFA    | GFCO Ajaccio | Francia | 1966 |
| CFA    | GFCO Ajaccio | Francia | 1968 |